# Omid Noorafkan
Omid Noorafkan (persan : امید نورافکن), né le 9 avril 1997 à Ray en Iran, est un footballeur international iranien. Il évolue au poste d'arrière gauche au Malavan FC, en prêt de Sepahan SC.

## Biographie

### Carrière internationale
Avec les moins de 20 ans, il participe à la Coupe du monde des moins de 20 ans en 2017. Lors du mondial junior organisé en Corée du Sud, il joue trois matchs, en officiant comme capitaine. Il délivre à cette occasion une passe décisive contre la Zambie.
Il joue son premier match en équipe d'Iran le 17 mars 2018, en amical contre la Sierra Leone, lors d'une large victoire sur le score de 4-0.

## Palmarès
- Avec l'Esteghlal Téhéran
  - Vainqueur de la coupe d'Iran en 2018